# Bad Religion
A Bad Religion egy punk rock műfajba sorolt együttes Los Angelesből, amely szofisztikált társadalomkritikai és politikai témájú dalszövegeiről ismert. A műfaj 1979-es évekbeli újjáéledésének egyik vezetője.

## Történet

### Korai évek (1979–1985)
A Bad Religiont 1979-ben, a kaliforniai Los Angeles San Fernando Valley nevű külvárosában hozta létre a középiskolás Greg Graffin, Brett Gurewitz (avagy „Mr. Brett”), Jay Bentley és Jay Ziskrout. Az 1980-as években az USA-ban gyakoriakká váltak a tévés vallási műsorok, amelyeket Graffin és társai nem kedveltek, innen származik az együttes neve („Rossz vallás”), amellyel a csoport a dogmatizmussal való szembenállására utal. 1981-ben Brett jómódú szülei támogatásával létrehozta az Epitaph Records kiadót, amelyen keresztül megjelentették első középlemezüket. Egy évvel később látott napvilágot az első albumuk, How Could Hell Be Any Worse? címmel. Nem sokkal ezután Jay Ziskrout kilépett az együttesből és a helyét Pete Finestone foglalta el.
A frontember, Greg Graffin geológusként végzett az UCLA-n (University of California) és evolúciós biológiából doktorált a Cornell Egyetemen. Disszertációjának témája a modern, darwinista tudósok valláshoz, istenhithez való hozzáállása, esetleges hitük tanulmányaikra és munkájukra gyakorolt hatása. Művét az együttes hivatalos honlapján közreadta a rajongók számára.
1983-ban jelent meg az Into the Unknown című pszichedelikus rock albumuk, amelyet Greg szintetizátorkísérettel látott el. A rajongók nagyon kedvezőtlenül fogadták a változást, és bár a lemez mára népszerűvé vált a gyűjtők körében – az eBayen néha feltűnik egy-egy 100 dollár értékű (többnyire hamisított) példány –, sokan továbbra sem tartják igazi Bad Religion albumnak. A kudarc és Brett kábítószerfüggősége (amely miatt az albumból befolyó bevétel is eltűnt) a Bad Religion feloszlásához vezetett. Ugyan 1984-ben, a korábbi stílusukhoz visszatérve még megjelentették a Back to the Known című középlemezt, amelyen Brett helyett már a Circle Jerks gitárosa, Greg Hetson játszott, a Bad Religion átmenetileg két évre eltűnt.

### Az újraalakulás utáni évek (1986–1992)
Az 1986-os újraalakulást követő évben kiadták a Suffer című albumot, amelynek átütő sikere révén az együttes visszatért a punkközösségbe. A rajongók amellett, hogy ezt tekintik az egyik legjobb Bad Religion-albumnak, úgy tartják hogy a dél-kaliforniai punk színtér számára is megújulást hozott. Az 1989-es No Control, az 1990-es Against the Grain és az 1992-es Generator pedig tovább növelte a zenekar népszerűségét. A Generator megjelenése előtti évben Pete Finestone elhagyta az együttest, hogy a The Fishermenben folytathassa a pályafutását, a helyét pedig Bobby Schayer foglalta el.

### Sikerek a főáramban (1993–1995)
Az alternatív rock népszerűsödése miatt 1993-ban az Atlantic Recordsnál újra megjelentették Recipe for Hate című, hetedik albumukat. 1994-ben ugyanitt jelent meg a Stranger Than Fiction is, amelyet követően Brett kilépett a csapatból. A hivatalos indoklás szerint erre azért került sor, mert az Epitaph Recordsszal kapcsolatos ügyintézés több időt igényelt, ugyanis a kiadó támogatta a feltörekvő Offspringet, amely az 1990-es évek közepére a punk műfaj egyik legismertebb képviselőjévé vált. Később azonban kiderült hogy a távozás hátterében az állt, hogy Brett szerint a Bad Religion eladta magát, amikor az Epitaph-ot elhagyva egy nagy kiadóhoz szerződött. Brett a The Daredevils nevű új együttesével írt Hate You ("Gyűlöllek") című számában fogalmazta meg Jay Bentley-hez szóló, ezzel kapcsolatos üzenét. Brett heroin- és alkoholfüggősége ez idő tájt egyre súlyosbodott. Ezt dolgozzák fel a Suffer-turnét dokumentáló Along the Way és az Against the Grainen megjelent Anesthesia című számok, melyek közül az utóbbiban a függőség a szerelem metaforájaként jelenik meg.
Brett helyére a Minor Threat és a Dag Nasty együttesek korábbi gitárosa, Brian Baker került. A dalszövegíró munka, amelyet korábban Greg Graffin és Brett közösen végzett, Gregre maradt.

### A Brett nélküli időszak (1996–2001)
A Bad Religion három újabb albuma a The Gray Race, a No Substance és a The New America közül csak az első volt igazán sikeres, így a Bad Religion elhagyta az Atlantic Recordsot és 2001-ben visszatért az Epitaphhoz. Brett időközben egy kábítószer birtoklás miatt kiszabott hat hónapos börtönbüntetés és egy elvonókúra után megszabadult a drogtól. A The New America Believe It című számát már vele írták és vették fel. Az együttes 1998. szeptember 11-én az Europark parkolójában a Vans Warped tour-on és 2000. augusztus 7-én a Sziget fesztiválon lépett fel hazánkban.

### A Brett visszatérése utáni időszak (2002–)
Bobby Schayer rosszabbodó vállsérülése miatt kénytelen volt felhagyni a dobolással, így a Bad Religionbe egy új dobos került Brooks Wackerman a (Suicidal Tendencies korábbi tagja) személyében. A The Process Of Belief megjelenését megelőzően Brett visszatért, így a zenekarnak összesen három szóló-, illetőleg ritmusgitárosa lett. A megváltozott hangzás, és a közös dalszerző munka a 2004-ben megjelent The Empire Strikes First című albumon is éreztette a hatását. A két új album a rajongók és a kritikusok körében egyaránt sikert aratott. Az Epitaph ez idő tájt több korábbi albumot is kiadott digitálisan újra masterelve, többek között a Suffert és a Generatort. A How Could Hell Be Any Worse? új kiadását kibővítették a Public Service és a Back To The Known középlemezek anyagával is, amelyeken a Bad Religion, a Slaves és a Drastic Actions átdolgozott változatai szerepeltek.
2006 márciusában megjelent az együttes új DVD kiadványa, amelyen a 2005-ös, Hollywood Palladiumban tartott koncert felvétele található, számos interjúval és fényképpel kiegészítve.
2006 szeptemberében új albumot készültek megjelentetni, amelyet Brett állítása szerint duplalemezes kiadványnak terveztek. A megjelenési dátumot később 2007. július 10-ére módosították. A New Maps Of Hell az első héten 21 ezer példányban kelt el és a 35. helyig jutott fel az amerikai Billboard 200 toplistán, mellyel az együttes legsikeresebb albumává vált.
2007-ben Greg Hetson Black President néven egy supergroupot hozott létre a Goldfingeres Charlie Paulson, a Dee Dee Ramone-os Christian Black és az Unwritten Law két tagja, Jason Christopher és Wade Youman részvételével.
2008. június 11-én a zenekar a New Maps Of Hell European Tour keretében harmadszor is hazánkba látogatott, és koncertet adott a Petőfi Csarnokban.

## Hatásuk
Számos modern rock és punk zenekar, mint a Blink-182, a D.I., a Death By Stereo, a Fall Out Boy, a My Chemical Romance, a NOFX, a The Offspring, a Pennywise, a Rancid, a Rise Against, a Starving Millionaires, a The Unseen, valamint az Avenged Sevenfold heavy metal zenekar is azt állítja, hogy a Bad Religion hatást gyakorolt a zenéjükre.
A Stranger Than Fiction Marked és Television című számainak hátsó vokáljait Jim Lindberg (a Pennywise énekese), ill. az Operation Ivy, a Rancid és a The Transplants együttesekből ismert Tim Armstrong énekli.
A Pearl Jam énekesének, Eddie Veddernek a hangja hallható a Recipe for Hate-en szereplő Watch It Die és American Jesus című számokban, a Concrete Blonde énekese, Johnette Napolitano pedig a Struck a Nerve refrénjét énekli Greg Graffinnel közösen. A Kerosene szólóit a Claw Hammer gitárosai, John Wahl és Chris Bagarozzi játsszák.
A Sum 41 énekese, Deryck Whibley egy, a Kerrang! magazinnak adott interjújában megemlítette, hogy a kedvenc Bad Religion albuma a Stranger Than Fiction.
A NOFX 2001-es Surfer című kislemezének borítóján a Suffer borítójáról származó égő emberalak látható, a tengerparton állva, kezében szörfdeszkát tartva. A 7" of the Month Club című kiadványukon pedig szerepel egy I'm a Huge Fan of Bad Religion ("A Bad Religion óriási rajongója vagyok") című szám, amely utalásokat tartalmaz a zenekar szofisztikált dalszövegeire és Jay Bentley ikonná vált basszusgitárjára. Továbbá a Pump Up The Valuum albumukon szerepel egy Stranger Than Fishin' című szám, amelynek címe a hasonló hangzású Bad Religion albumcím elferdítésével keletkezett.

## Tagok
- Greg Graffin – ének (1979–)
- Brett Gurewitz (Mr. Brett) – gitár, ének (1979–1983, 1985–1994, 2001–)
- Mike Dimkich - gitár, ének (2013–)
- Brian Baker – gitár, ének (1994–)
- Jay Bentley – basszusgitár, ének (1979–1982, 1986–)
- Brooks Wackerman – dob (2001–)

## Korábbi tagok
- Paul Dedona – basszusgitár (1982–1984)
- Tim Gallegos – basszusgitár (1984–1986)
- Greg Hetson – gitár (1984, 1986–2013)
- Jay Ziskrout – dob (1979–1981)
- Pete Finestone – dob (1981–1982, 1984, 1986–1991)
- Davy Goldman – dob (1982–1984)
- John Albert – dob (1984–1985)
- Lucky Lehrer – dob (1985–1987)
- Bobby Schayer – dob (1991–2001)
- Brooks Wackerman – dob (2001– 2015)

## Diszkográfia

### Stúdióalbumok
- How Could Hell Be Any Worse? (1982)
- Into the Unknown (1983)
- Suffer (1988)
- No Control (1989)
- Against the Grain (1990)
- Generator (1992)
- Recipe for Hate (1993)
- Stranger Than Fiction (1994)
- The Gray Race (1996)
- No Substance (1998)
- The New America (2000)
- The Process of Belief (2002)
- The Empire Strikes First (2004)
- New Maps of Hell (2007)
- The Dissent of Man (2010)
- True North (2013)
- Age of Unreason (2019)

### Középlemezek
- Bad Religion (1981)
- Back to the Known (1985)

### Válogatások
- '80-'85 (1991)
- All Ages (1995)
- Punk Rock Songs (2002)

### Koncertalbumok
- Tested (1997)
- 30 Years Live (2010)

## Videográfia

### Koncertek
- Along the Way (1990, VHS & 2004, DVD)
- Big Bang (1992)
- The Riot (1996, VHS & 2000, DVD)
- Punk Rock Songs (2004)
- Live At The Palladium (2006)